# Gavialis pachyrhynchus
Gavialis pachyrhynchus es una especie extinta de gavial del Mioceno de la India. Aunque solo se conoce a partir de material de mandíbula fragmentada, el tamaño de este material es sustancialmente más grande que los huesos comparables en los gaviales grandes.
Una revaluación del género Gavialis publicada en 2018 sugiere que G. pachyrhynchus debería ser reclasificado bajo el género Rhamphosuchus.